# Équilibrage d'un jeu
Pour les articles homonymes, voir Équilibrage.
L'équilibrage d'un jeu est une phase de sa conception pendant laquelle on ajuste ses différents éléments de manière à assurer une expérience optimale pour le joueur.
Cela s'applique en particulier aux jeux vidéo.
Jesse Schell, auteur de The art of game design: a book of lenses, distingue douze domaines d'application.

## Équité
Dans l'idéal, un jeu doit être équitable. Cela signifie qu'aucun joueur ne peut avoir un avantage sur ses adversaires.
La manière la plus simple d'assurer l'équité est de rendre le jeu symétrique en donnant à chaque participant des possibilités strictement équivalente. Pierre, papier, ciseau est un exemple de jeu parfaitement symétrique[réf. souhaitée].
Cependant de nombreux jeux ne respectent pas cette condition: par exemple, le jeu d'échecs n'est pas parfaitement symétrique puisque le joueur qui joue blanc a le privilège de commencer. C'est également le cas du jeu de go; dans ce dernier cas, les règles du jeu prévoient de donner un handicap au premier joueur de manière à équilibrer le jeu[réf. souhaitée].
Beaucoup de jeux vidéo sont, eux, complètement asymétriques: par exemple, un jeu de combat propose le plus souvent de choisir entre plusieurs personnages, chacun d'eux ayant des forces, des faiblesses et des coups différents. Le danger est que certains se révèlent plus puissants que d'autres: tous les joueurs les choisiraient alors[réf. souhaitée].
Cette situation n'est pas désirable, puisque les possibilités mises de côté seraient alors inutiles[réf. souhaitée].

## Autres types d'équilibres
(janvier 2015).
- Équilibre entre la difficulté et le plaisir de jeu[3].
- Équilibre des différentes stratégies possibles : dans l'idéal, lorsqu'un choix est proposé au joueur, chaque alternative doit être viable. Si l'un d'eux est sans conteste le meilleur, c'est alors une stratégie dominante, et le choix perd tout intérêt[4].
- Équilibre entre ce qui relève de la chance et ce qui relève de la compétence du joueur[5].
- Équilibre entre ce qui dépend des capacités intellectuelles et ce qui dépend des aptitudes physiques[6].
- Équilibre entre la coopération et la compétition[7].
- Équilibre de la durée du jeu[8].
- Équilibre des récompenses : celles-ci doivent être données au bon moment. Récompenser le joueur trop facilement ôte tout intérêt à la chose[8].
- Équilibre des punitions: lorsqu'un joueur est sanctionné pour avoir mal joué, il doit comprendre la raison de cette sanction[9].
- Équilibre entre la liberté du joueur et le contrôle de son expérience de jeu par le développeur[10].
- Équilibre entre simplicité et complexité[10].
- Équilibre entre niveau de détail et appel à l'imagination du joueur[11].